# Touch Me (canción de Yoko Ono)
«Touch Me» (español: «Tócame») es la quinta pieza del álbum de Yoko Ono Plastic Ono Band lanzado en 1970.
Fue lanzado como lado B del sencillo de John Lennon "Power to the People" en el mercado estadounidense, reemplazando a "Open Your Box" (disponible para el mercado británico).

## Composición
Junto con "Why", son las canciones más agresivas y potentes del disco, con la diferencia que en "Touch Me" empieza paulatinamente a bajar la intensidad, destacándose la distorsión de guitarra con la batería y el bajo de fondo, además de los gorjeos y efectos vocales de Yoko. La distorsión de la guitarra se acentúa en el último minuto de la canción.

## Crítica
James Chrispell de Allmusic la señaló como pista destacada (track pick) del álbum junto con "Why".

## Personal
- Yoko Ono - voz
- John Lennon - guitarra
- Ringo Starr - batería
- Klaus Voormann - bajo

## Producción
- Yoko Ono - compositora, productora
- John Lennon - productor
- Phil McDonald, John Leckie - ingenieros